# قسباري (نهر)
نهر قسباري أو قَسِبيلة نهر يقع في جنوب شرق صقلية يطول 30 كم . ينبع النهر من Serra Porcari بالقرب من بلتسولو أكريدي في جبال الهِبلية التي تشكل الجزء الرئيسي من جنوب شرق صقلية الجبلي. يتدفق إلى البحر الأيوني ٢٣ كم جنوب سرقوسة.